# Pont de Neuilly (stacja metra)
Pont de Neuilly – trzecia stacja linii nr 1 w Paryżu. Stacja znajduje się w gminie  Neuilly-sur-Seine. Została otwarta 29 kwietnia 1937 r. Do 1992 r. była stacją końcową pierwszej linii metra. Następnie zostały dobudowane nowe stacje by zapewnić dobrą komunikację z dzielnicą La Défense. Na powierzchni stacji znajduje się dworzec autobusowy oraz punkt widokowy, z którego widać La Défense.